# 夏荊山
夏荊山（1923年8月1日—2019年9月23日），字光樺，又名菩謙、楠竺、慧芝、林生、林長壽，山東濰坊壽光人，中國書画藝術家、教育家、慈善公益家，擅長工筆畫、佛畫、山水人物畫。

## 生平
1923年生於山東潍坊壽光。自幼學習書法和丹青，16歲時師從當代畫家郭味蕖，文人高士圖、仕女圖、百子圖、花鳥、山水畫，無不精通。
1949年以军医身份随中華民國政府軍隊到台灣，1954年，拜南亭法師為師，皈依佛門。
1958年，夏荊山結識南懷瑾，奉南師為師。教授工筆畫，培養台灣一代書畫菁英。1962年隨南懷瑾搬遷至台北。先後住在羅斯福路、安東街。1964年，南師的易經老師胡庸受傷，夏荊山奉南師命，侍奉胡師至百年歸老。在侍奉期間跟隨胡師學習易經與風水堪輿。1965年，搬遷至建國南路，創立立康美術有限公司。多次捐助國際在台協會或台灣各種慈善募款，幫助窮困者。
1970年代與家人移居美國加州，積極推廣中華傳統書畫藝術。曾受邀到舊金山大學教授易經。1988年，閉關十月，體會到佛像微妙之境，發願餘生只畫殊勝的佛像畫。
1990年代定居北京密雲。1994年，於北京密雲區開辦「荊山書畫院」，招收有志學習書畫之貧困學生，免收學費，提供食宿及零用錢，辦學近二十年。他曾援助中國各大著名古寺修復工程，包括陕西省法門寺大佛殿、浙江省天台山國清寺、山西省五台山等。
青州龙兴寺始建于北魏时期，是山东地区的中心寺院，此后香火繁盛长达800多年。 2006年9月18日，在风景如画、群山环抱的驼山南麓，重建龙兴寺工程正式开工建设。重建龙兴寺项目总占地约500亩，总建筑面积约5万平方米，总投资约3亿元人民币，全部由夏荆山先生无偿提供。龙兴寺建成后，产权及管理全部交由青州市佛教协会。
2014年，於台灣創立財團法人夏荊山文化藝術基金會。
2018年，南京大學藝術學院成立「夏荊山研究中心」。
2019年9月23日，於美國洛杉磯辭世。

## 年表
- 1923年，出生山东省濰坊市。
- 1939年，師從郭味蕖，學習書畫。
- 1949年，隨中華民國政府軍隊到台灣，以醫官身份駐軍嘉義。
- 1954年，拜南亭法師為師，皈依佛門。
- 1958年，結緣南懷瑾。
- 1965年，隨南懷瑾搬遷至台北建國南路，創立立康美術有限公司。
- 1970年代，與家人移居美國加州。
- 1979年，先後資助古寺修復，包括陕西省法門寺大佛殿、浙江省天台山國清寺、山西省五台山等[1]。
- 1988年，閉關十月，一日作觀音，發願餘生只畫殊勝的佛像畫。
- 1994年，於北京開辦「荊山書畫院」，免費招收學生。
- 2009年，於江蘇省無錫市召開的「第二屆世界佛教論壇」發表《佛像典藏》畫冊，用工筆重彩繪制的5163幅佛像繪畫作品，全套9卷、每卷9冊，共有81集，被譽為「造像版的大藏經」。
- 2010年，於北京故宮博物院舉辦「佛像典藏：夏荊山佛像藝術展」，作品〈自在觀音菩薩像〉受北京故宮博物院典藏。
- 2014年，於台灣創立財團法人夏荊山文化藝術基金會。
- 2015年，發行《荊山美學》雜誌。
- 2015年，發行《夏荊山藝術論衡》學術期刊。
- 2017年，籌辦「荊山經典文創藝術獎」，鼓勵年輕學子創意思考，結合書畫藝術精髓進行創作與設計。
- 2018年，於中國國家博物館舉辦「夏荊山藝術展」，十幅作品受國博典藏。南京大學藝術學院成立「夏荊山研究中心」。
- 2019年，受聘擔任「世界佛教藝術論壇」永久榮譽會長。

## 展覽紀錄
- 2009年，9月29日至10月30日，於陝西省西安市的法門寺舉辦「佛畫大師夏荊山佛像藝術展」。
- 2010年，3月16日至6月16日，於北京故宮博物院舉辦「佛像典藏：夏荊山佛像藝術展」[2]。
- 2012年，1月19日至1月22日，於「洛杉磯美術展：歷史與傳統」的中國特展展出多幅畫作。展場位於洛杉磯會議中心。
- 2012年，4月30日至5月4日，於澳門「佛頂骨舍利睹禮大會──夏荊山佛教文化藝術展」展出百餘張畫作。展場位於澳門東亞運動會體育館。
- 2016年，12月17日至12月31日，於台灣台南吳園藝文中心舉辦「夏荊山故事館：經典藝術國際特展」。
- 2017年，4月3日，於台灣新北市石碇無極天明宮舉辦「春之頌：夏荊山書畫藝術裝置展」。
- 2017年，6月1日至7月26日 ，於台灣新北市立圖書館舉辦「荊山水閱：2017夏荊山國際學術研討會暨書畫藝術特展」。
- 2017年，9月21日至12月29日 ，於台灣台南南臺科技大學舉辦「荊山經典．聚南臺：夏荊山書畫藝術特展」。
- 2018年，4月1日，二度於台灣新北市石碇無極天明宮舉辦「櫻花季・春之頌：夏荊山書畫藝術裝置展」。
- 2018年，7月30日至8月14日，於中國國家博物館舉辦「夏荊山藝術展」。
- 2018年，12月1日至12月14日，於南京大學博物館舉辦「荊山Style：夏荊山書畫藝術暨荊山經典文創藝術獎得獎作品展」。
- 2019年，3月16日，三度於台灣新北市石碇無極天明宮舉辦「櫻花季・春之頌：夏荊山書畫慈善藝術鑑賞會」，首度於台灣展出巨幅真跡〈龍王朝觀音〉畫作。
- 2019年，6月2日，於南京牛首山佛頂宮多功能廳舉辦「夏荊山大師書畫藝術牛首山鑑賞會暨夏荊山大師書畫藝術展簽約儀式」，展出多幅精選畫作，並首度展出巨幅真跡〈文殊菩薩〉畫作。
- 2019年，10月27日至11月10日，於南京牛首山文化旅遊區佛頂宮舉辦「牛首・藝海──當代藝術名家夏荊山書畫展」，展出夏荊山生涯各類代表作94幅。財團法人夏荊山文化藝術基金會將夏荊山最巨幅作品〈釋迦牟尼佛〉致贈給牛首山佛教文化發展基金會。
- 2020年，4月18日至9月28日，財團法人夏荊山文化藝術基金會與財團法人人間文教基金會共同策劃「荊山經典：佛畫藝術大師夏荊山名作特展」，於佛光山佛陀紀念館展出。首度展出夏荊山名作〈藥師琉璃光如來〉。
- 2020年，8月15日至9月2日，財團法人夏荊山文化藝術基金會與佛光山台北道場共同策劃「自在荊山：佛畫藝術大師夏荊山觀音名作特展」，於佛光山台北道場展出。
- 2021年，1月2日至3月7日，財團法人夏荊山文化藝術基金會與佛光山文教基金會共同策劃「荊山華嚴：佛畫藝術大師夏荊山菩薩名作特展」，於佛光山惠中寺（佛光緣美術館台中館）展出。
- 2021年，1月23日至3月1日，財團法人夏荊山文化藝術基金會與嘉義縣政府共同策劃「百像鍾馗慶新年：夏荊山鍾馗名作特展」，於嘉義長榮文苑酒店展出。

## 典藏紀錄[3]
- 1970年，舊金山亞洲藝術博物館，〈竹林七賢圖〉。
- 2010年，北京故宮博物院，〈自在觀音菩薩像〉。
- 2018年，中國國家博物館，〈達摩祖師〉、〈南方增長天王〉、〈西方廣目天王〉、〈寒山拾得 （页面存档备份，存于）〉、 〈松鶴延年 （页面存档备份，存于）〉、〈萬事如意 （页面存档备份，存于）〉、〈遊春圖〉、〈桃李夜宴 （页面存档备份，存于）〉、〈達摩〉、〈靜慮觀音〉。
- 2018年，南京大學，〈樹下飲茶 （页面存档备份，存于）〉。
- 2019年，南京牛首山，〈釋迦牟尼佛 （页面存档备份，存于）〉。
- 2020年，佛光山佛陀紀念館，〈觀音〉、〈鍾馗德相〉及兩幅書法真跡。
- 2020年，佛光山台北道場，〈大悲觀世音菩薩〉。
- 2021年，佛光山惠中寺，〈釋迦牟尼佛〉。

## 弟子
吳松峰、李轂摩、張善靜、陳癸丞、廖春民（天鶴）、劉時憲、賴文森、江明發（曉航）、劉昭睦、黃梵月。

## 外部連結
- 財團法人夏荊山文化藝術基金會 （页面存档备份，存于）
- 夏荊山書畫藝術數位典藏網 （页面存档备份，存于）
- 荊山經典文創藝術獎 （页面存档备份，存于）
- 夏荆山艺术展 - 中国国家博物馆